# USA:s Grand Prix 1960
USA:s Grand Prix 1960 var det sista av tio lopp ingående i formel 1-VM 1960 och det enda som kördes i Riverside i Kalifornien.

## Resultat
1. Stirling Moss, R R C Walker (Lotus-Climax), 8 poäng
2. Innes Ireland, Lotus-Climax, 6
3. Bruce McLaren, Cooper-Climax, 4
4. Jack Brabham, Cooper-Climax, 3
5. Joakim Bonnier, BRM, 2
6. Phil Hill, Reg Parnell (Cooper-Climax), 1
7. Jim Hall, Jim Hall (Lotus-Climax)
8. Roy Salvadori, High Efficiency Motors (Cooper-Climax)
9. Wolfgang von Trips, Scuderia Centro Sud (Cooper-Maserati)
10. Chuck Daigh, Scarab
11. Pete Lovely, Fred Armbruster (Cooper-Ferrari)
12. Olivier Gendebien, Reg Parnell (Cooper-Climax)
13. Bob Drake, Joe Lubin (Maserati)
14. Henry Taylor, Reg Parnell (Cooper-Climax)
15. Maurice Trintignant, Scuderia Centro Sud (Cooper-Maserati)
16. Jim Clark, Lotus-Climax

### Förare som bröt loppet
- Graham Hill, BRM (varv 34, växellåda)
- Ian Burgess, Scuderia Centro Sud (Cooper-Maserati) (29, tändning)
- Brian Naylor, JBW-Maserati (20, motor)
- Dan Gurney, BRM (18, överhettning)
- Ron Flockhart, Cooper-Climax (11, transmission)
- Tony Brooks, Reg Parnell (Cooper-Climax) (6, snurrade av)
- John Surtees, Lotus-Climax (3, olycka)